# Brekov
Brekov (hongrois : Barkó) est un village de Slovaquie situé dans la région de Prešov.

## Histoire
Première mention écrite du village en 1314.

## Démographie

### Évolution de la population
| Année:               | 1994. | 2004.   | 2014.   | 2024.   |
| -------------------- | ----- | ------- | ------- | ------- |
| Nombre de personnes: | 1236  | 1262    | 1368    | 1308    |
| Différence:          |       | +2,10 % | +8,39 % | -4,38 % |

| Année:               | 2023. | 2024.   |
| -------------------- | ----- | ------- |
| Nombre de personnes: | 1321  | 1308    |
| Différence:          |       | -0,98 % |

## Patrimoine
Les ruines du château de Brekov se dressent à près de 6 kilomètres de Humenné, sur une colline dominant le village éponyme. Ce château gothique avait été édifié au XIIIe siècle, sur l'emplacement d'un ancien site fortifié des VIIIe siècle – IXe siècle. Sous les Habsbourg, le château changea souvent de propriétaires jusqu'à ce qu'il soit conquis puis détruit en 1644 par les soldats d’Imrich Tököli.

## Galerie

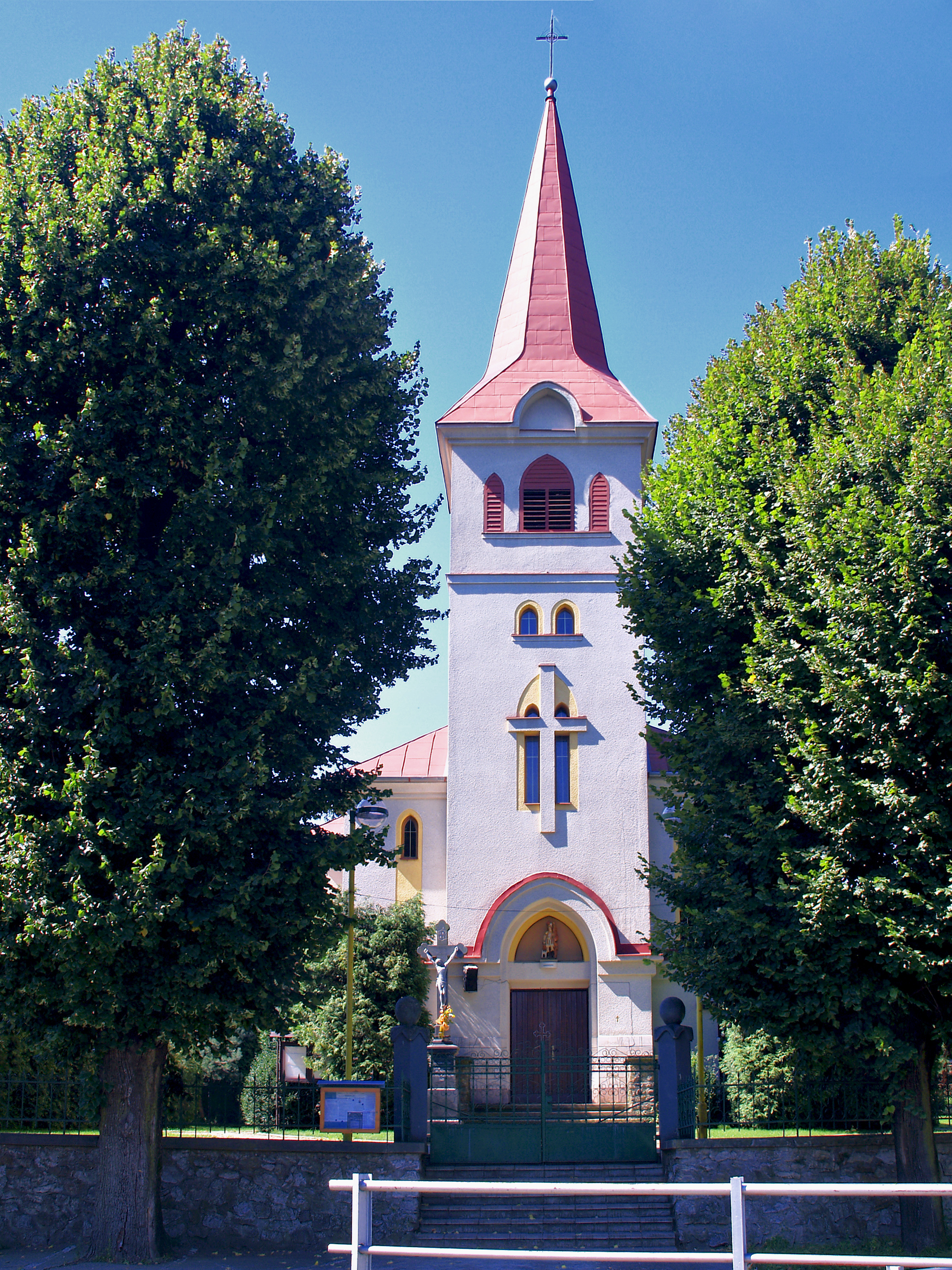
Église de Brekov
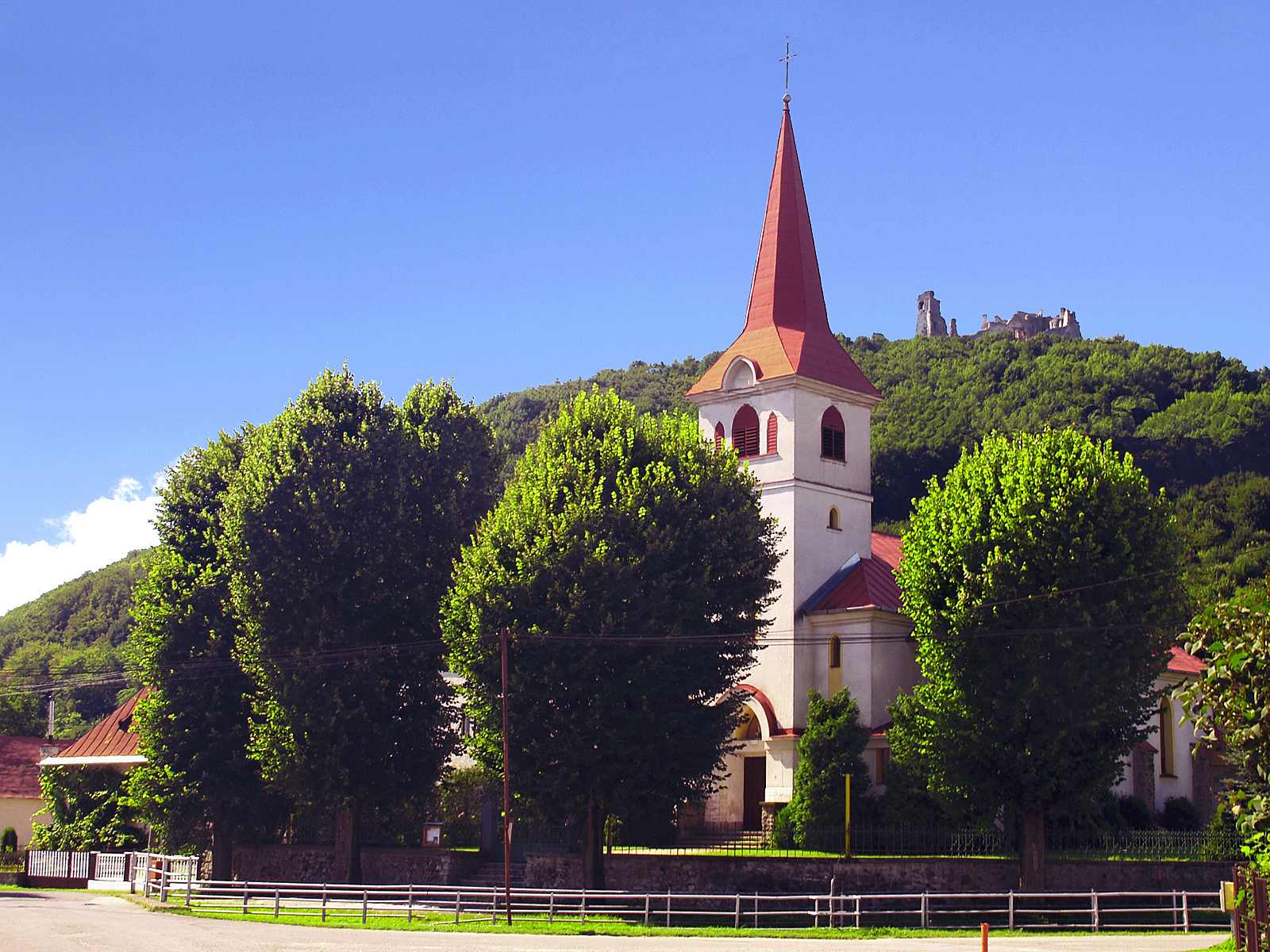
Église de Brekov et ruines du château
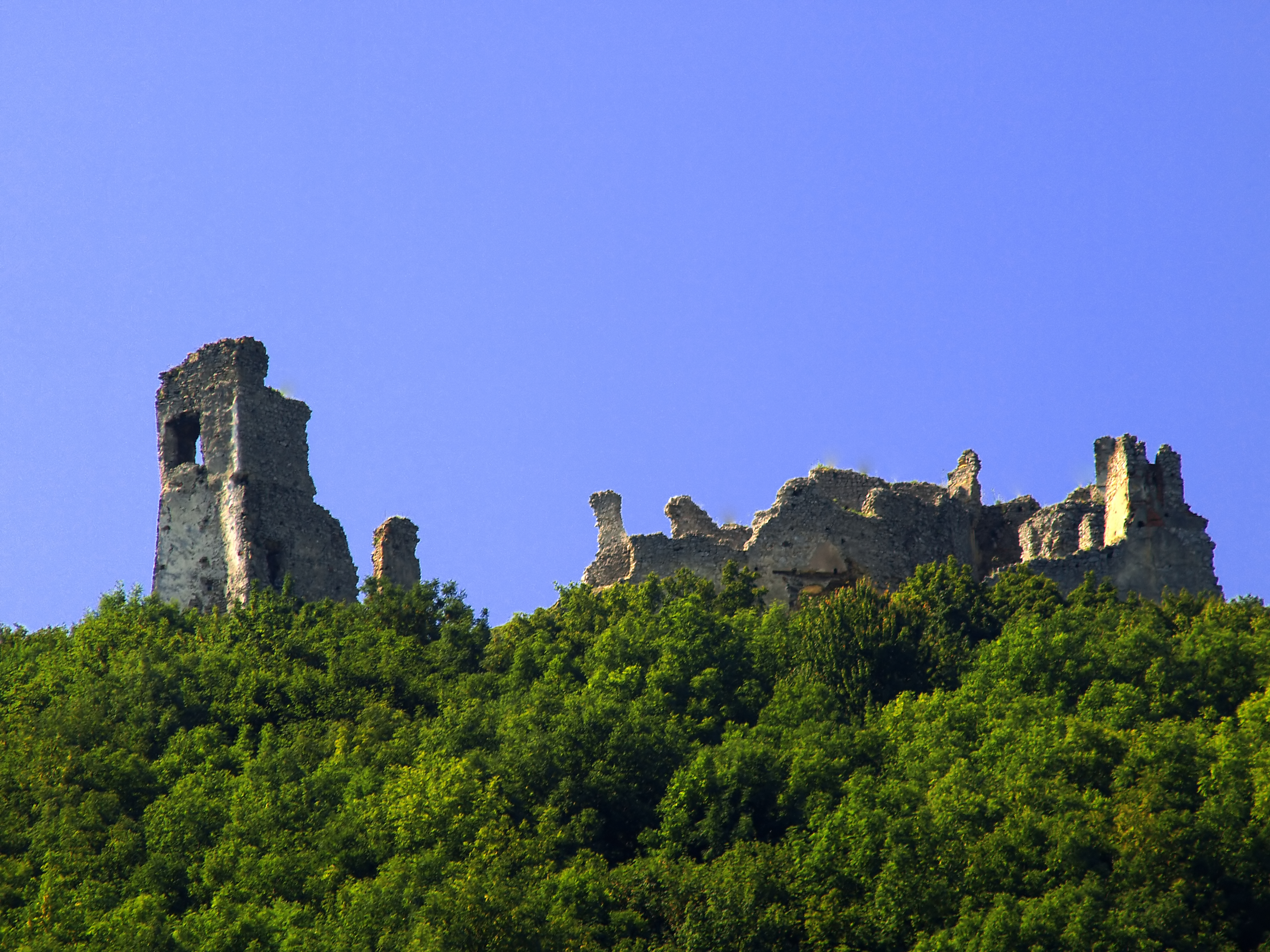
Château de Brekov
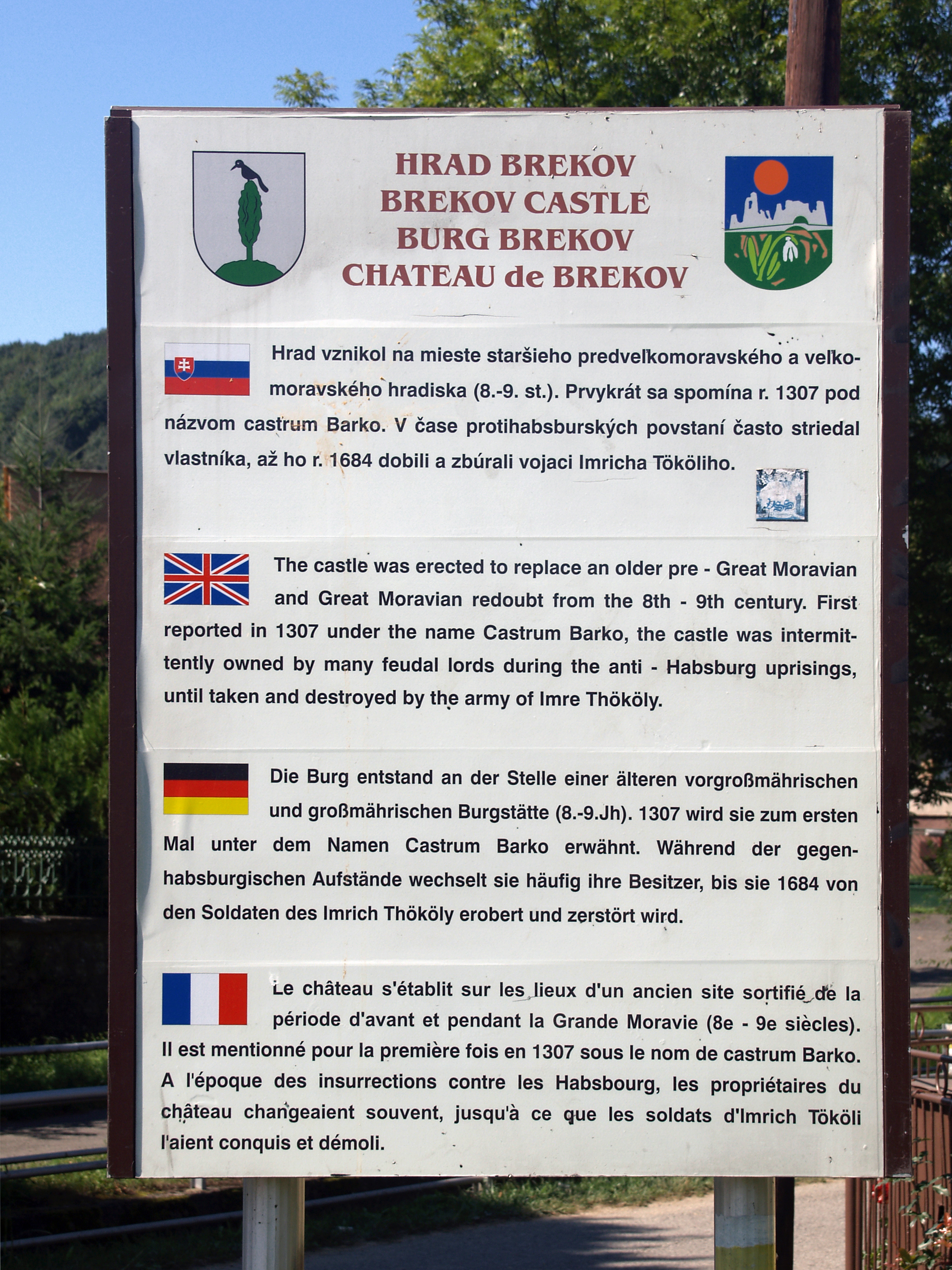
Tableau d'information